# Jacques Caufrier
Jacques Caufrier (Merelbeke, 15 febbraio 1942 – 2 agosto 2012) è stato un pallanuotista belga, che ha disputato le Olimpiadi di Roma 1960 e di Tokyo 1964, gareggiando nel torneo di pallanuoto.